# Jules-Auguste Lemire
Pour les articles homonymes, voir Lemire.
 (janvier 2025).

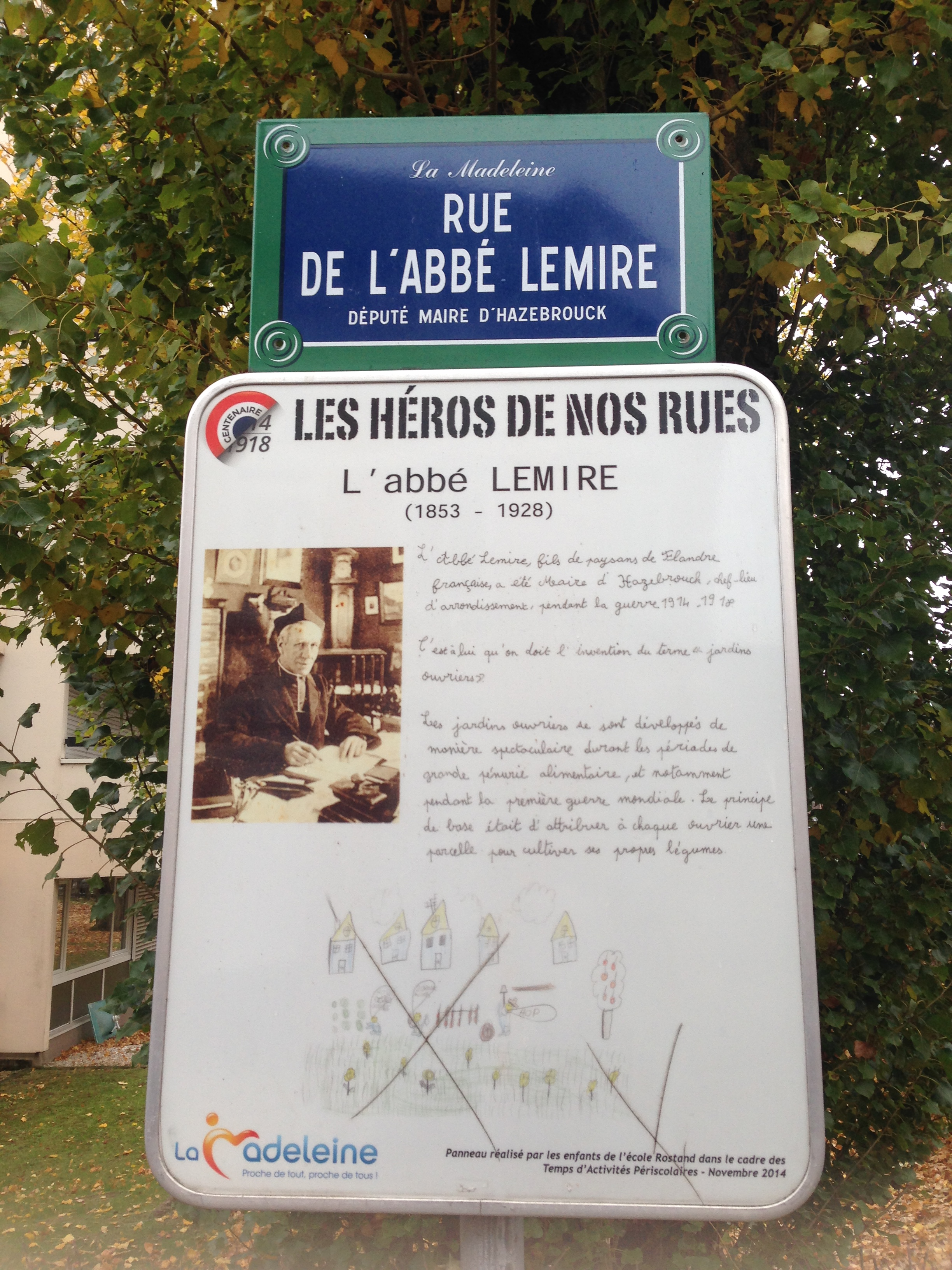
Panneau rue de l'Abbé Lemire, La Madeleine.

L’abbé Jules-Auguste Lemire, né le 23 avril 1853 à Vieux-Berquin, et mort le 7 mars 1928 à Hazebrouck, est un ecclésiastique et homme politique français.

## Jeunesse
L’abbé Lemire est né dans un petit village à proximité d’Hazebrouck, où ses parents exploitent une modeste ferme de 14 hectares. Il a deux sœurs et deux frères. Sa mère meurt alors qu'il n'a que huit ans. Élevé par ses tantes cultivatrices, il obtient son baccalauréat en 1872. Prêtre en 1878, il est nommé à Hazebrouck ; il apprend rapidement le flamand, qu'on ne parle pas dans son village d'origine. Au collège Saint-François-d’Assise, sous la direction de Jacques Dehaene, il enseigne le latin, le grec, la philosophie, la poésie. Dès septembre 1892, il s'associe au projet visant à fonder l'Institution Saint-Jacques, dont la construction se termine en 1893.

## L'homme politique
Le jeune professeur Lemire, influencé par la lecture de L'Univers, et du cardinal Pie, commence par suivre le prétendant au trône, le « comte de Chambord ». Il collabore même au journal légitimiste local l’Écho de la Flandre. Après la trentaine, il aspire à une réconciliation de l'Église et des classes populaires, selon les idées d'un modèle de catholicisme social instauré par le cardinal Manning sur lequel il écrit un essai. En fin de compte, il est tout à fait en accord sur ce plan avec la doctrine officielle de l'Église, qui sur l'invitation pressante du cardinal Lavigerie conduit à une reconnaissance par les catholiques, royalistes par tradition, de la République naissante. L’encyclique Rerum Novarum l’a, en outre, très probablement inspiré et, dans une moindre mesure, Albert de Mun, à une époque où le catholicisme social entend faire obstacle au socialisme matérialiste.
Il apparaît d'abord auprès des autorités ecclésiastiques comme l'une des figures marquantes de la démocratie chrétienne. Jusqu'au congrès de Bourges de 1900, il est élu député sans rencontrer d'opposition catholique en 1893 et 1898. Partisan de la politique de Waldeck-Rousseau, et bien qu'opposé à celle de Combes, il est favorable à la loi de séparation de 1905, tout en désapprouvant la manière forte. Sa situation près de sa hiérarchie devient, de ce fait, de plus en plus difficile. Il est pourtant réélu en 1902 et 1906. Pour la première fois en 1910, il est élu avec les voix des républicains contre un concurrent catholique, Pierre Margerin du Metz, avocat à Hazebrouck. L’évêque de Lille, Mgr Charost, lui ayant interdit toute nouvelle candidature, il est frappé de suspense lorsqu'il se représente en 1914, réélu pour la sixième fois. Le 1er février 1914, le doyen d'Hazebrouck refuse de lui donner la communion. Trois semaines plus tard, il n'en est pas moins élu maire d'Hazebrouck. Le pape Benoît XV lèvera la sanction, dès 1916.
Pour sa conduite pendant la guerre, il est fait chevalier de la Légion d'honneur et chevalier de l'ordre de Léopold de Belgique. Il adhère au groupe de la Gauche radicale en 1924, il demeure maire d’Hazebrouck et député du Nord jusqu'à sa mort, le 7 mars 1928, des suites d’une congestion pulmonaire.
Militant contre la peine de mort, il conduit par exemple une pétition pour la grâce de l'anarchiste Auguste Vaillant qui l’avait blessé, le 9 décembre 1893, en lançant une bombe dans l'hémicycle de l'Assemblée nationale. Il lutte aussi pour la limitation du temps de travail à onze heures par jour, la réglementation du travail de nuit des femmes et des enfants, pour le repos hebdomadaire, les allocations familiales, contre le cumul des mandats des élus…
Il a fondé en 1910 et publié un journal hebdomadaire : Le Cri des Flandres.

## Les jardins ouvriers

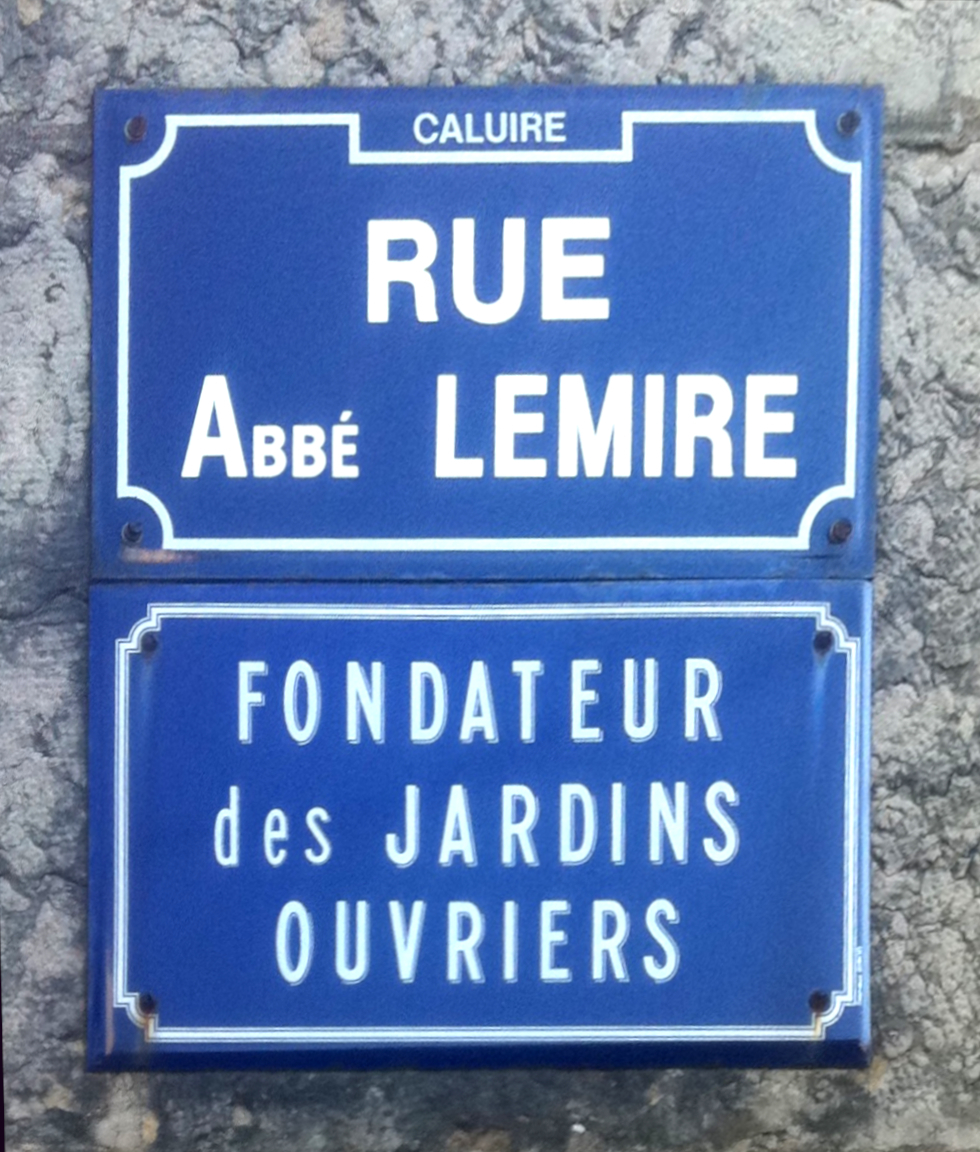
Rue Abbé-Lemire, fondateur des jardins ouvriers, à Caluire-et-Cuire.

L'abbé Lemire est à l'origine du développement des jardins ouvriers en France ; il a fondé en 1896 la Ligue française du Coin de Terre et du Foyer, dont est issue la Fédération nationale des jardins familiaux et collectifs. Il s'inspire du modèle de Félicie Hervieu à Sedan qui a créé L'Œuvre pour la reconstitution de la famille.
Dans l’entre-deux-guerres, il bénéficia d'appui à cette cause dans les milieux politico-administratifs (dont le lieutenant-colonel Riondet, adjoint au commandant militaire du Sénat). En 1996, pour célébrer le 100e anniversaire des jardins ouvriers, une rose Abbé-Lemire, visible dans les jardins de l'Élysée et au jardin botanique de Monaco, est créée.

## Postérité
Le 14 avril 1929, la ville d'Hazebrouck inaugure le monument érigé en son honneur. Dix mille personnes assistent à la cérémonie.
L'association Mémoire de l'abbé Lemire « a pour but de pérenniser le souvenir de l’abbé Lemire, de son œuvre sur le plan communal, national et international par tous les moyens de communications » (statuts de l'association).
Elle propose notamment des visites commentées de la maison de l'abbé à Hazebrouck.
En 1981 est créé à Paris le square de l'Abbé-Lemire.

## Distinctions
- Chevalier de la Légion d'honneur (24 février 1917)[3]
- Chevalier de l'ordre de Léopold

## Principales publications
- L'Abbé Dehaene et la Flandre, Lille, Deman, 1891.
- Le Cardinal Manning et son action sociale, Paris, Lecoffre, 1893.
- Le Travail de nuit des enfants, dans les usines à feu continu : compte rendu des discussions, vœu adopté / rapport de M. l'abbé Lemire, Paris, F. Alcan, 1911 (lire en ligne).
- Cahiers 1893-1928. Édition établie et annotée par Jean-Pierre Delannoy et Jean-Pascal Vanhove.Hazebrouck , 5ter square Saint-Éloi, 59190: Mémoire de l'abbé Lemire, DL 2013 (59-Steenvoorde : Nord'imprim) .- 2 vol. (2039 p.) : couv. ill. ; 24 cm. Index I, 1893-1915 II, 1916-1928.